# Robert von Weinzierl
Robert Karl rytíř von Weinzierl (29. března 1855, Bílý Újezd – 9. června 1909, Freiberg) byl severočeský archeolog a přírodovědec.

## Život
Robert von Weinzierl se narodil jako syn Karla von Weinzierla, schwarzenberského panského nadlesního v Bílém Újezdě. Rodina po otcovské linii pocházela z Bavorska. Do šlechtického stavu byl jeden z předků povýšen v roce 1706, záhy toto povýšení potvrdil i císař Karel VI. Doslovné znění titulu je „Weinzierl rytíř von Weinberg“. Po studiích na reálce v Litoměřicích odešel do Prahy, kde studoval na Polytechnickém institutu (pozdější technice) a také docházel na přednášky na Karlovu univerzitu. V průběhu studií se živil jako vychovatel, byl také sekretářem Fyziokratické společnosti v Praze. Poté absolvoval jednoroční vojenskou službu. V roce 1887 zakoupil společně s Robertem Gautschem za peníze z dědictví po otci knihkupectví v domě "Zlatý jezevec" (v dnešní Karlově ulici) v Praze. V roce 1893 svůj podíl ve firmě prodal a stal se načas pojišťovacím úředníkem. Už od 2. poloviny 80. let 19. století ale věnoval veškerý volný čas archeologické práci. Prováděl vykopávky (zejména na Litoměřicku a Lovosicku), podnikl řadu studijních cest po archeologických sbírkách celé střední Evropy, od roku 1885 také publikoval. Systematicky budoval vlastní archeologickou sbírku. Vydobyl si všeobecné uznání, což vedlo v červenci 1897 k jeho jmenování c.k. konzervátorem pro prehistorii v severních Čechách. O rok později své sbírky zpřístupnil veřejnosti v Lovosicích, v domě, kde předtím dožila jeho matka.
Když se v roce 1899 uvolnilo místo kustoda v teplickém muzeu, byl Robert von Weinzierl povolán, aby se této pozice ujal. Během následujících deseti let se mu v Teplicích podařilo vybudovat druhé nejvýznamnější archeologické pracoviště v českých zemích (po Muzeu Království českého) s mimořádně obsáhlými sbírkami. Archeologické vykopávky, prováděné Weinzierlem, předběhly svou dobu, zejména díky pečlivé dokumentaci. Tamější pracoviště v sobě navíc integrovalo nejen práci muzea, ale i Inspektorátu pro prehistorii (v souvislosti s Weinzielrovou funkcí c.k. konzervátora). Kromě sbírkových evidencí a dokumentace výzkumů se dodnes dochovalo několik kartonů korespondence, kterou Weinzierl vedl se sběrateli, majiteli pozemků i kolegy za účelem obohacení sbírek.
Léta v Teplicích byla poznamenána spory s Antonem Hermanem Fasslem, který na Weinzierla opakovaně útočil v regionálním tisku. Počátky tohoto sporu měly kořeny v roce 1898, kdy Weinzierl na stránkách odborného tisku poprvé informoval o objevu keltského pohřebiště v Jeníšově Újezdě. O rok později celý nález monograficky publikoval, aniž ovšem zmínil jméno skutečného výkopce většiny hrobů, kterým byl právě Fassl.
V roce 1909 byly při kontrole hospodaření Muzejní společnosti v Teplicích zjištěny jisté nesrovnalosti. Robert von Weinzierl v obavě z obvinění ze zpronevěry tajně odjel do Freibergu, kde si dobrovolně vzal život.

## Dílo
- Das La Tène-Grabfeld von Langugest bei Bilin in Böhmen, Braunschweig: Friedrich Vieweg und Sohn, 1899.
- Übersicht über die Forschungsergebnisse in Nordböhmen, In: Mannus, Zeitschrift für Vorgeschichte, 1, s.187-210, 1909.